# Llentiscle
El llentiscle, la llentiscla, llentisclera (o llentrisca), mata o matissa (Pistacia lentiscus) és una planta amb flors de la família de les anacardiàcies.

## Noms dialectals
S'anomena mata a diversos llocs dels Països Catalans: al Bages, al Garraf, al Penedès, al Camp de Tarragona i a les Illes Balears, que es pot especificar en mata llentiscle, mata llentrisca, mata llent(r)isclera, mata de cabritomata de pou. El nom de matissa el rep a l'Alcalatén i a la Plana (País Valencià). El TERMCAT recull més d'una cinquantena de denominacions per a aquesta planta.
Màstic (i màstec) és el nom amb què es coneix la resina groguenca, semitransparent, que s'obté per incisió a l'escorça de la planta.
A l'Alguer és la quessa (del sard logudorès chessa) i el fruit l'estríngol (del sard lestincu, potser amb homonimització d'estríngol).

## Descripció[calcitació]

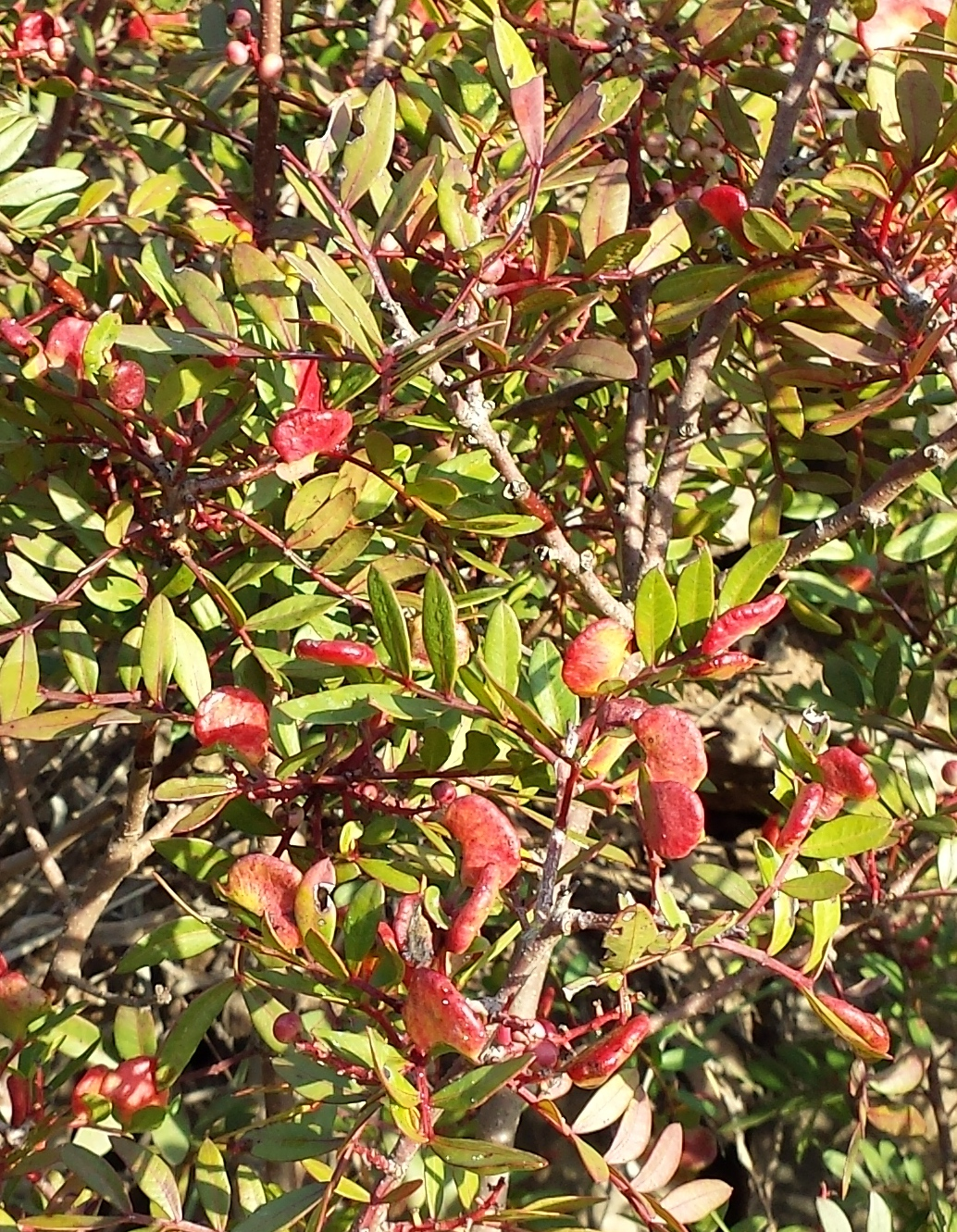
Llentiscle amb agalles dAploneura lentisci que es poden confondre amb tavelles d'aquesta planta, però els fruits del llentiscle són esfèrics

És un arbust perenne, de fulles compostes. Els fruits primer són verds, després vermells i finalment —quan maduren— es tornen negres. És força comú al sotabosc de les pinedes i els alzinars.

### Morfologia general i vegetativa

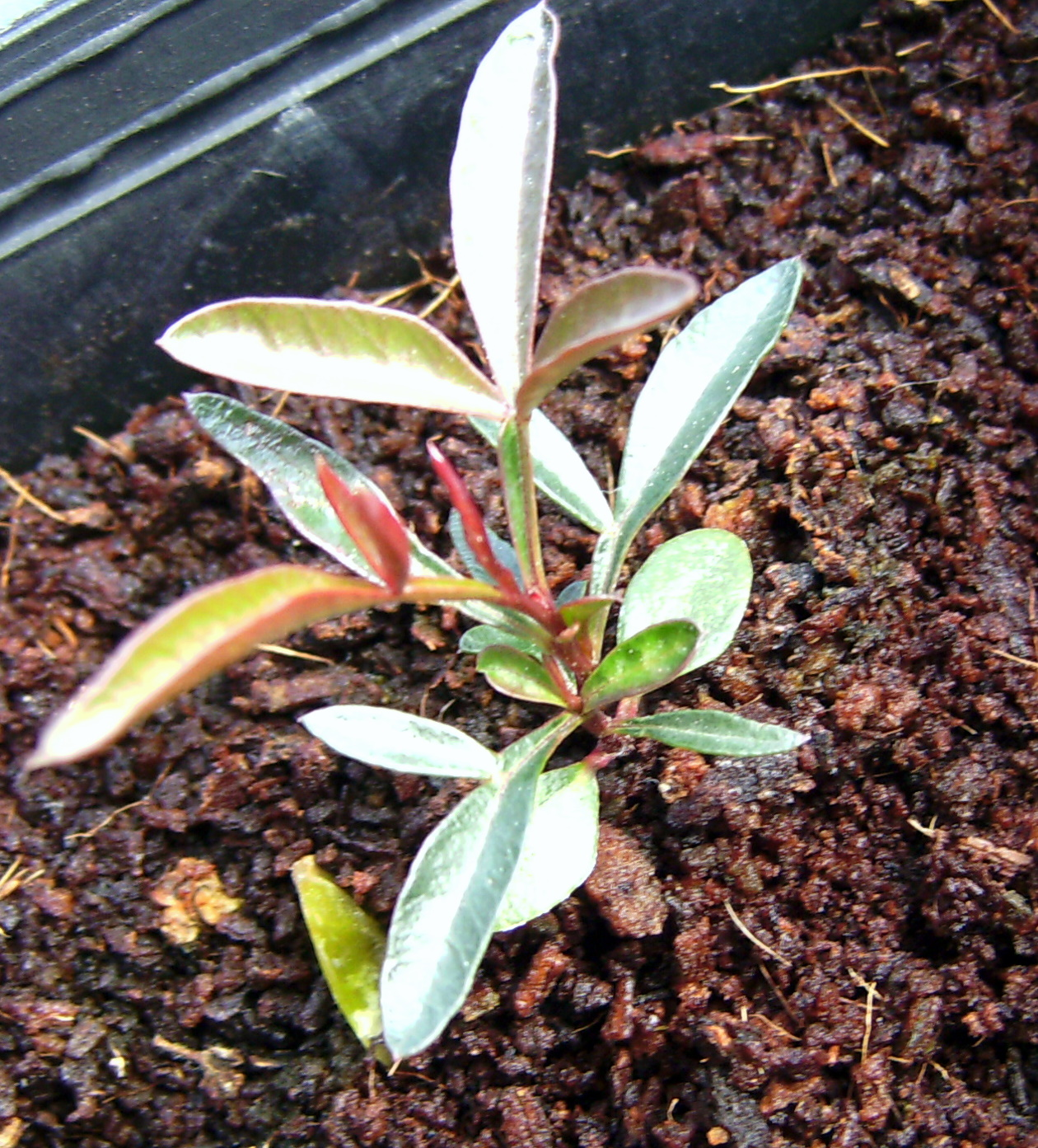
Plàntula de llentiscle, 6 mesos després de la sembra, a Barcelona.

El llentiscle es troba en general en forma d'arbust d'uns 3 metres d'alçada, però en realitat és un arbre que pot arribar a sobrepassar els 6 metres. Les fulles són perennes, compostes, paripinnades i tenen un nombre parell de folíols. Tant el pecíol com el raquis tenen un eixamplament lateral en forma d'ales. Els folíols són coriacis i lluents, amb una forma ovalada o el·líptica, acabats amb una mena de petit mugró. N'hi ha entre 6 i 12. Sovint els folíols són parasitats per un pugó (hemípter) anomenat Aploneura lentisci que acaba formant una agalla o cecidi de color roig i de forma semblant a una fava.
Es distingeix de les espècies semblants com Pistacia therebinthus o Pistacia vera (el pistatxer) per les fulles i perquè les fulles tenen un nombre parell de folíols. Les altres espècies de Pistacia, en canvi, a l'extrem de la fulla composta només hi tenen un folíol.

### Morfologia floral

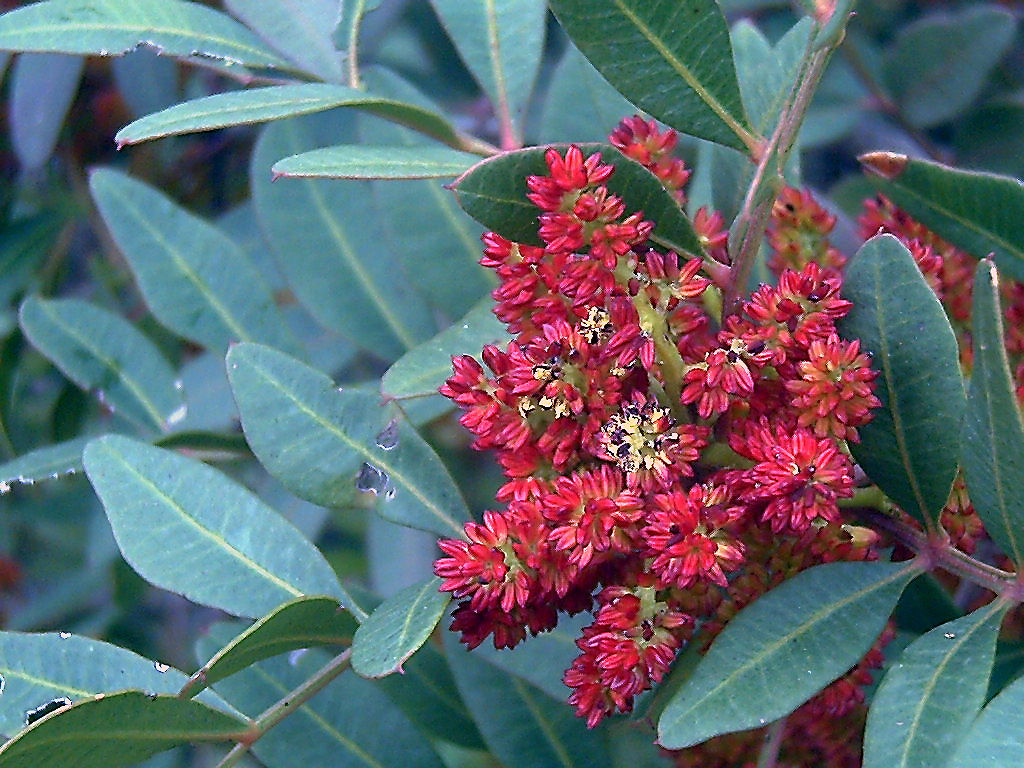
Flor de llentiscle.

Igual que altres Pistacia, el llentiscle és dioic (les flors masculines i les flors femenines neixen en individus diferents). Les inflorescències paniculiformes, és a dir, que formen raïms, són petites i surten de l'axil·la de les fulles. Són flors apètales: les flors masculines tenen cinc petits sèpals d'on emergeixen cinc estams rogencs que recolzen sobre un disc nectarificat; les flors femenines tenen tres o quatre lòbuls i un pistil trífid. El llentiscle floreix de març a maig.

### Fruit i llavor
El fruit és una petita drupa arrodonida d'uns 5 mm de diàmetre. Quan és verda és de color roig i a mesura que va madurant es torna negra. La llavor és idèntica als festucs, però massa petita per a ser consumida.

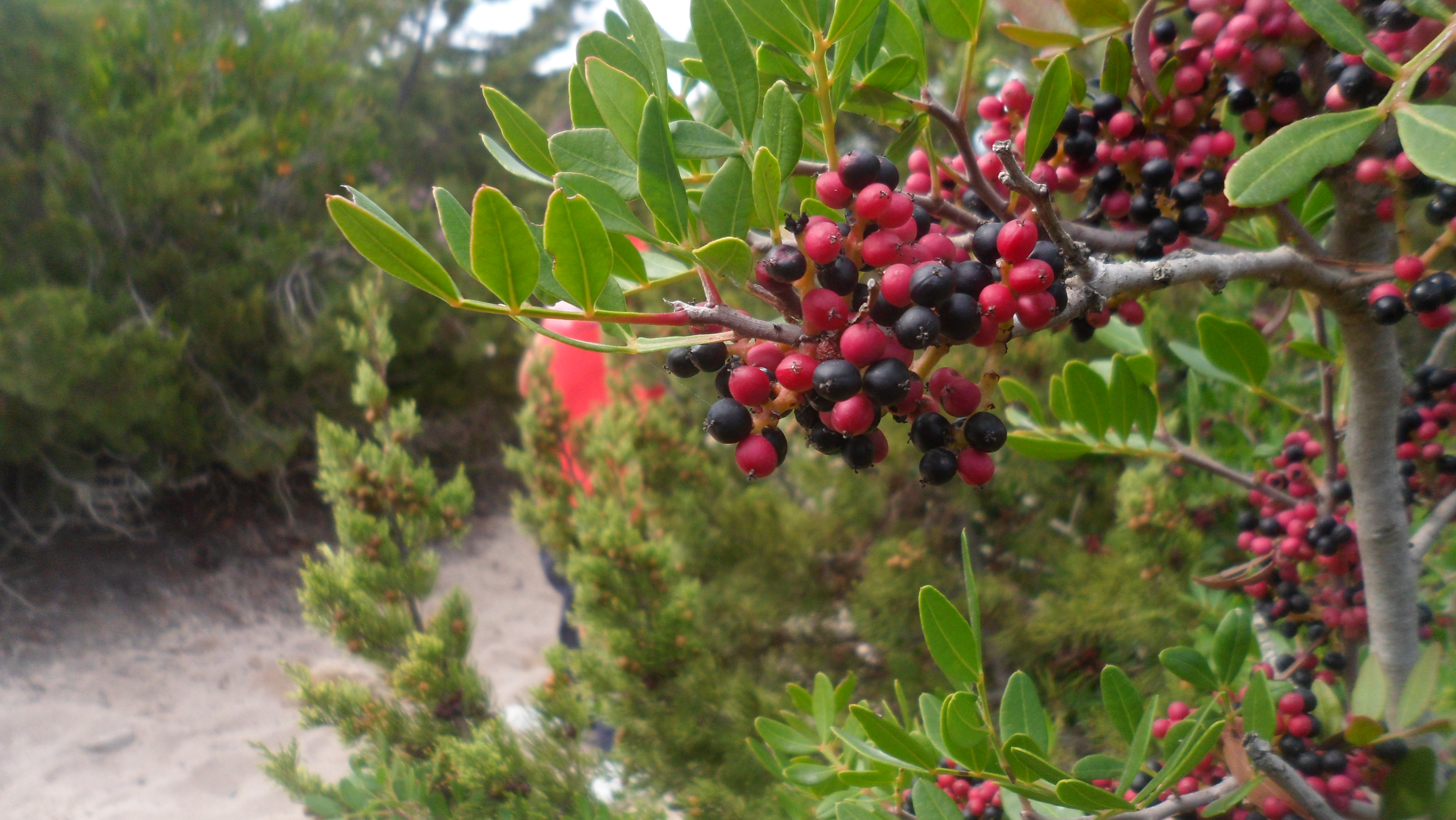
Fruit del llensticle.

## Usos

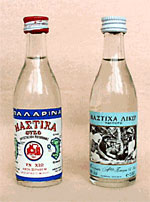
Licors fets a Grècia aromatitzats amb llentiscle

La saba s'anomena màstic i s'utilitza per a produir una goma o làtex molt aromàtic. A l'antiguitat aquest làtex s'usava com a goma de mastegar i actualment s'empra en aplicacions d'ortodòncia, per a fabricar vernissos i també en pastisseria i per a fabricar licors.
El màstic es recull fent unes incisions en el tronc i les branques més gruixudes. La collita es fa els mesos d'agost i setembre. A Grècia s'utilitza per a fer uns licors anomenats mastika (Mastichato Chiou), típics de l'illa de Quios, i també per a aromatitzar l'ouzo.
Segons J. Monlau i Sala (1890):
...el seu fullatge servia per ornamentar els pessebres de Nadal i junt amb les fulles de murtra es posava en els carrers els dies de festa ja que la seva verdor dura molt un cop tallat. Els seus fruits segons Plini es confitaven abans com les olives però actualment (segle xix) només serveixen per a pastura de porcs, gallines i galls dindi o per a extreure'n un oli que crema molt bé. De la fusta se'n feien escuradents.
El llentiscle o mata se sol utilitzar per a fer-ne garlandes vegetals i rams decoratius perquè té la propietat de conservar la fulla verda molt de temps després d'haver estat tallada i per l'aroma que desprèn. En el mercat de la flor té molta demanda i és una espècie molt espoliada en els boscos catalans, atès que no hi ha cap regulació pel que fa a la seva recol·lecció i els agents rurals i mossos d'esquadra només poden fer marxar els intrusos si el propietari del bosc denuncia que hi han entrat sense permís. La fusta del llentiscle és de color de rosa a ocre, amb venes grogues. S'usa en ebenisteria i fusteria. Com a llenya també és un bon combustible.

## Clima i distribució

Quan fa fred les fulles dels llentiscle agafen tonalitats blaves i vermelles produïdes per la síntesi d'antocians.

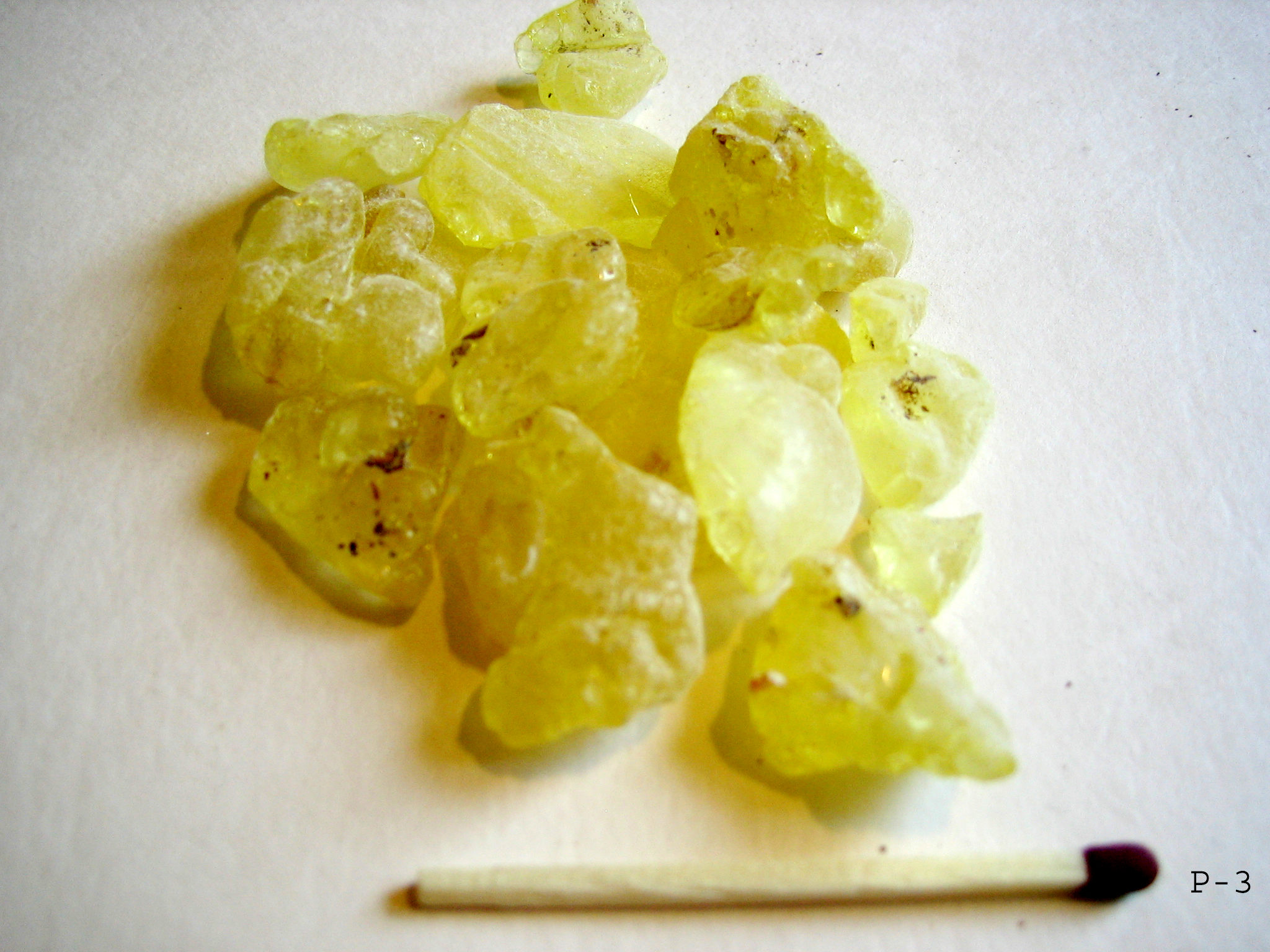
Màstic

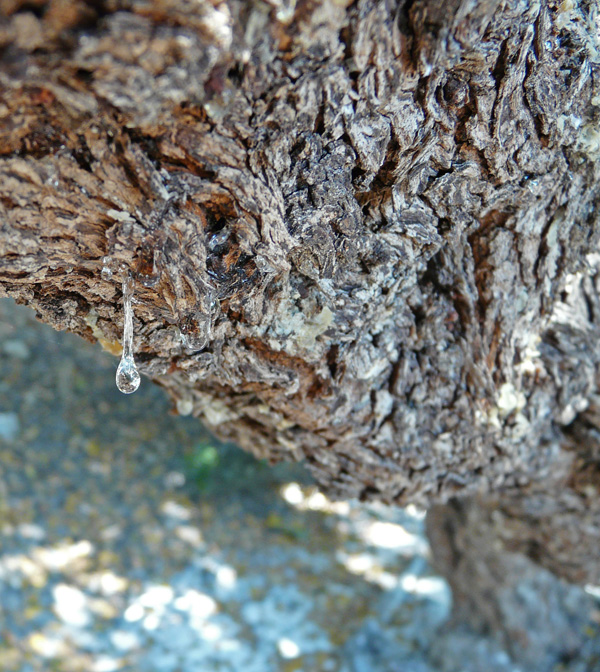
Gota de màstic

El llentiscle viu normalment en climes mediterranis, en llocs a ple sol, però també en llocs amb ombra parcial com al sotabosc en boscos de pins i alzines. Pot tolerar temperatures de fins a -10 °C, encara que viu millor en climes amb poques glaçades. Creix a tota la zona mediterrània d'Europa i Àfrica i a les illes Canàries.
A Catalunya en podem trobar entre els 0 i els 800 metres d'altitud i més rarament fins als 1.000.

## Altres pistatxers
- Pistacia afghanistania,
- Pistacia atlantica,
- Pistacia chinensis,
- Pistacia khinjukv,
- Pistacia mexicana,
- Pistacia palaestina,
- Pistacia terebinthus, terebint
- Pistacia vera, planta dels pistatxos
- Pistacia wienmannifolia.